# Magical Mystery
Magical Mystery oder: Die Rückkehr des Karl Schmidt ist ein Roman von Sven Regener. Er erschien 2013 im Galiani Verlag. Der Protagonist Karl Schmidt trat als Nebenfigur schon in Regeners Lehmann-Romanen auf.

## Handlung
Karl Schmidt, genannt Charlie, verbrachte die 1980er Jahre als Künstler in West-Berlin. Aufgrund von psychischen Störungen und massivem Alkohol- und Drogenkonsum kam er 1989 am Tag des Mauerfalls in eine psychiatrische Klinik und später in eine betreute Wohngemeinschaft für Drogenabhängige in Hamburg.
Fünf Jahre später trifft er zufällig auf Raimund Schulte, einen Freund und ehemaligen Bandkollegen aus Berlin, der zusammen mit Ferdi, einem weiteren Ex-Bandkollegen, inzwischen durch ein Techno-Plattenlabel zu Geld gekommen ist. Er bietet Karl an, bei einer gemeinsamen Tournee der DJs seines Labels Bumm Bumm Records als Busfahrer und Tourmanager zu arbeiten – damit jemand dabei ist, der auf jeden Fall nüchtern bleiben muss. Charlie arbeitete bis dahin als Hilfshausmeister in einem Kinderheim und sollte gerade einen vierwöchigen Urlaub in einem Erholungsheim antreten. Gegenüber seinen Mitbewohnern und seinem Betreuer Werner tut er so, als trete er diesen Urlaub an und fährt stattdessen nach Berlin, von wo aus er seinen Tournee-Job antritt. Während der Tour bahnt sich eine Beziehung zwischen Charlie und der DJane Rosa an. Diese verführt ihn zwar zum Sex, will sich aber nicht auf eine feste Beziehung mit ihm einlassen.
Die Tour ist geprägt von Fehlplanungen und Zwischenfällen. Charlie muss immer wieder den anderen aus schwierigen Situationen helfen und hat außerdem mit Paranoia und der ständigen Versuchung der allgegenwärtigen Drogen zu kämpfen. Letztendlich beschließt Charlie, nicht nach Hamburg in die WG zurückzukehren, sondern in Berlin sein Leben neu zu ordnen.

## Stil
Der Roman besteht aus vier Teilen, die mit „Altona“, „Mitte“, „Magical Mystery“ und „Springtime“ überschrieben sind. Diese wiederum sind in insgesamt 79 Kapitel unterteilt.
Charlie ist der Ich-Erzähler des Romans. Die Handlung wird sehr geradlinig wiedergegeben; die Vorgeschichte wird nur angedeutet. Dialoge werden größtenteils in direkter Rede wiedergegeben, sodass die Figuren über ihren Sprachstil anschaulich charakterisiert werden. Auch die Komik des Buches ergibt sich oft aus diesen Dialogen.
Der Autor spielt mit der Erwartung bzw. Hoffnung des Lesers, dass Frank Lehmann, der Protagonist seiner ersten drei Romane, auftaucht. Frank war Charlies bester Freund und er erinnert sich mehrere Male an ihn zurück. Beim letzten Konzert der Tournee erfährt er, dass Frank auch anwesend ist, verpasst allerdings das Treffen mit ihm, sodass zwar über Frank gesprochen wird, dieser jedoch nicht als eigentliche Figur in der Handlung des Romans vorkommt.
Das Berlin der 1990er Jahre wird im Roman als „halbverfallene[s] Bullerbü-Berlin“ bezeichnet.

## Verfilmung
2017 wurde der Roman unter der Regie von Arne Feldhusen verfilmt. Kinopremiere war am 31. August 2017.